# Antahkarana

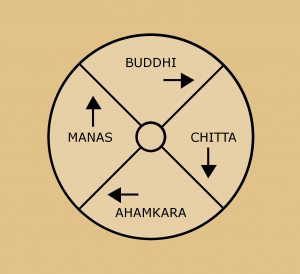
Antahkarana

Antaḥkaraṇa (en sanskrit IAST ; devanāgarī : अन्तःकरण) désigne l'organe interne triple ou quadruple dans les systèmes philosophiques indiens orthodoxes du Sāṃkhya et du Vedānta et plus particulièrement de l'Advaita Vedānta. Celui-ci est composé de trois organes internes qui sont par ordre de transformation (pariṇāma): buddhi ou mahat (intellect), ahaṃkāra (ego), et manas (mental). Cependant, le Vedānta ajoute un quatrième organe appelé citta qui englobe parfois dans certains textes les trois autres. Antaḥkaraṇa est encore appelé le principe d'individuation.